# フランジ
フランジ（突縁，英: flange）とは、円筒形あるいは部材からはみ出すように出っ張った部分の総称。同じような形態ではあるがまったく異なる用途のものがいろいろあり、それぞれの分野で「フランジ」と呼ばれる。それぞれの分野の「フランジ」は相互にほとんど関連性はないが、つばのような形状をしている点では一致する。

## 管継手としてのフランジ

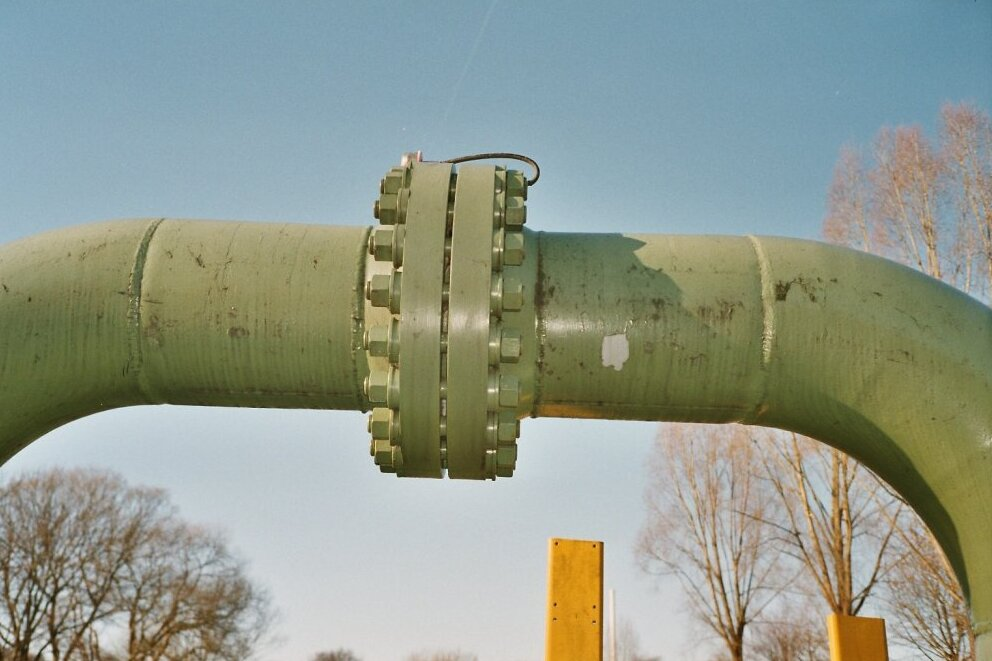
管継手のフランジ

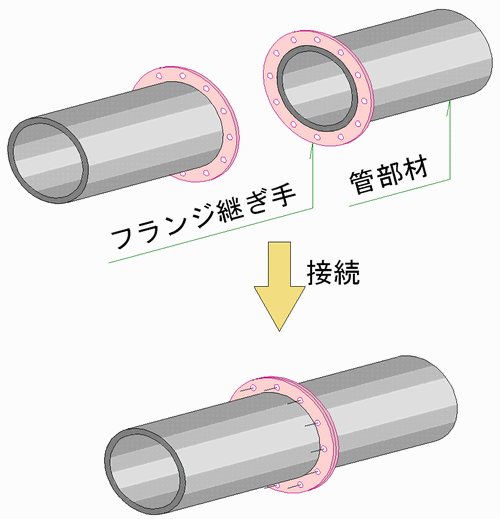
フランジによる管継手の構造

流体の配管でパイプや弁などの部品をつなぐ際に使われる、円盤、あるいは円盤と円筒を組み合わせた形状の部品をフランジ継手という。円筒部分をパイプと接合し、円盤部分同士をボルトなどで締結することで、パイプ同士を繋ぎ合わせる。配管の基本的接続部品のひとつ。
民家の水道およびガスなど、比較的細いパイプを使用する配管ではパイプに雄ねじ加工を施し雌ねじが切ってある部品にねじ込むか、塩ビパイプの場合には接着剤を使用するのが一般的である。しかしこの2つの方法では中間に弁などの部品を取り付ける場合、部品の交換などの作業でパイプの切断が必要になる、ルームエアコンなどのように流体が循環する場合には最終的には直接ねじ込むことができなくなるなどの短所がある。エアコンのようにパイプの外径が小さい場合にはフレア式やリング式と呼ばれる特殊なナットで締め付ける方法が採用されることが多いが、一般的な家庭用ルームエアコンに使用する銅管の外径は高圧側（細い側）で約6.3mm、低圧側（太い側）で約9.5mmであり、それに使用するフレアナットの対面幅はそれぞれ17mm、22mmとパイプの外径の2倍以上である。このような細いパイプであれば小さな工具で締め付けできるが、太いパイプになればなるほど大きな工具が必要となり、施工時および保守時の作業性が悪化してしまうだけでなく、道路を掘っての上水道・下水道などの工事では作業場所を確保するためにより大きく掘る必要が生じてしまう。そのような場合にフランジを用いれば締結箇所が増える難点はあるものの寸法の小さいボルトで済むことから、外径の大きなパイプの接続にはフランジを用いることが多くなる。
また、自動車の吸気系や排気系では、量産品であることから加工工数が少なくて済むと同時に作業空間が狭くて済むフランジで接合される部分が多い。
フランジを使用する場合、流体の圧力と配管の断面積に応じた適切な厚みのフランジと、適切な数と寸法のねじを選ばなければならない。流体の圧力に対してフランジが薄いと変形し漏れが生じてしまう場合がある。ねじが細い、あるいは本数が少ない場合にはねじが伸びて漏れが生じるなどの問題が発生する場合がある。ただし、締結箇所を増やせば少ない場合よりも薄いフランジと細いねじで済ますことができる。細いねじで済む場合には、フランジの外径を小さくすることができる。

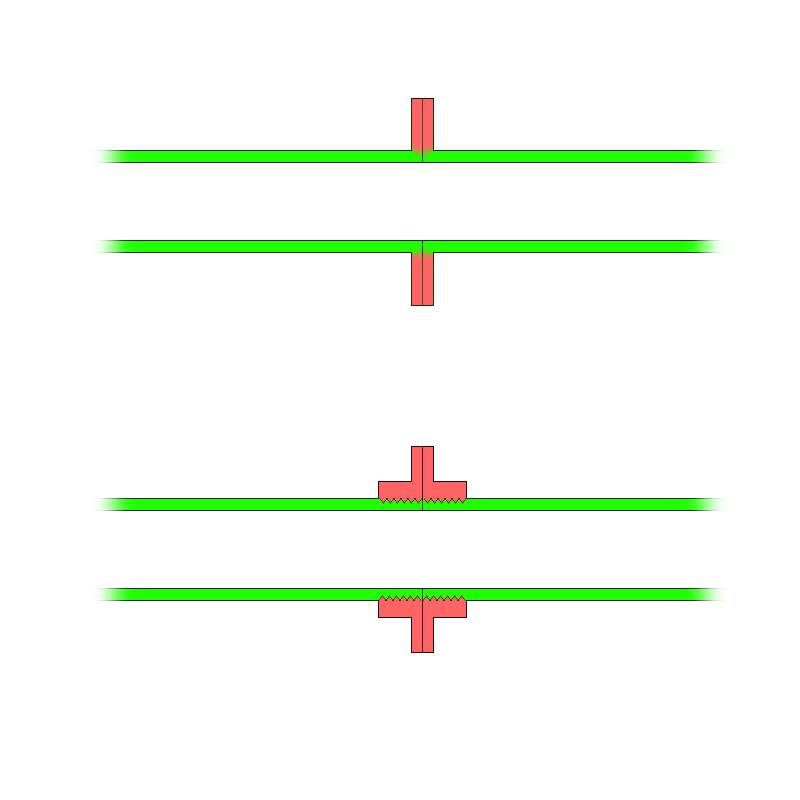
管継手のフランジの模式図。

右図で、赤い部分がフランジ、緑の部分が接合されるパイプ。上の図のような形式はパイプとフランジを溶接する溶接フランジと呼び、下の図のような形式はパイプの端部に雄ねじを切りフランジの雌ねじにねじ込むねじ込みフランジと呼ぶ。いずれもフランジ同士をボルトなどで締結し、パイプを接続する。多くの場合いずれの側のフランジには単純な穴があけられているだけであるが、一方に雌ねじ加工を施すことでナットを用いずに締結できるようにする場合がある。フランジとフランジの間に一般的にガスケットをはさんだり、溝を切ってOリングをはめるなどの方法で、配管経路の流体が漏れるのを防ぐ。ねじ込みフランジであればパイプとフランジの接合部からの漏れがあった場合に施工あるいは保守の現場でねじ込み直せば対処できる場合があるが、溶接フランジの場合は現場では溶接作業ができないケースが多々ある。どちらの方式であっても製作後に十分な試験を行なうのが望ましい。

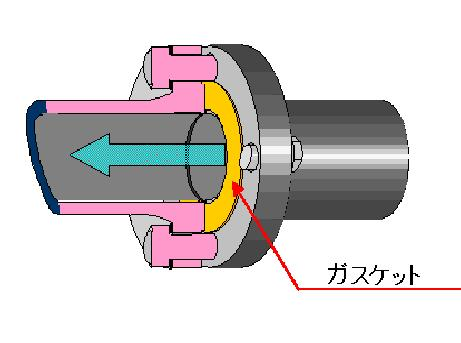
フランジとガスケット

流体が水や圧縮空気の場合は、加工場所を選ばないねじ込みフランジが採用されることが多い。ねじ込みフランジでは一般的に管用テーパーねじを使用するが、雄ねじと雌ねじの間の小さな隙間から流体が漏れないようにシールテープなどの封止材が必要になる。流体が腐食性を持つ、あるいは高温であるなどの理由で封止材が使用できない場合には溶接フランジを使用する。航空機用の部品などで雰囲気ガスの巻き込みや溶接部への酸化膜形成などを嫌う場合、真空条件下で溶接する必要がある。
弁などの大量生産品の場合、フランジ部分は鋳造後に接合面などを加工して平面度を出すが、単品生産の場合は金属丸棒などから削り出して作る。
洗面台の、ゴム栓などを接続する排水口金具の部分もフランジ排水口と呼ばれており、洗面台のボール部分を樹脂で整形し金具部分をなくした排水口をクリナップではノンフランジ排水口と呼称している。

## 軸継手としてのフランジ
回転する2つの軸をつなぎ合わせ、一方の軸の回転運動を別の軸に伝える機構を軸継手と呼ぶ。軸継手は、軸の中心線を固定する固定継手と固定しない可動軸継手に2分される。フランジ継手はいずれにも利用される。
固定軸継手においては、軸径の小さな場合はスリーブ継手を用いる。軸径が大きいものは、フランジを軸の端に圧入後、キーを打ち込んでフランジを固定する。その後、つばをボルトで締め、固定する。
可動軸継手においては、フランジ同士を固定するボルト部に弾性体、例えばゴム、皮などを挟み込み、軸のたわみを許す構造をとる。この場合はたわみ継手とも呼ばれる。

## 車輪のフランジ
車輪に使用される部品にフランジと呼ばれる部分があるが、車輪であってもいくつかの用途と意味がある。

### ハブ

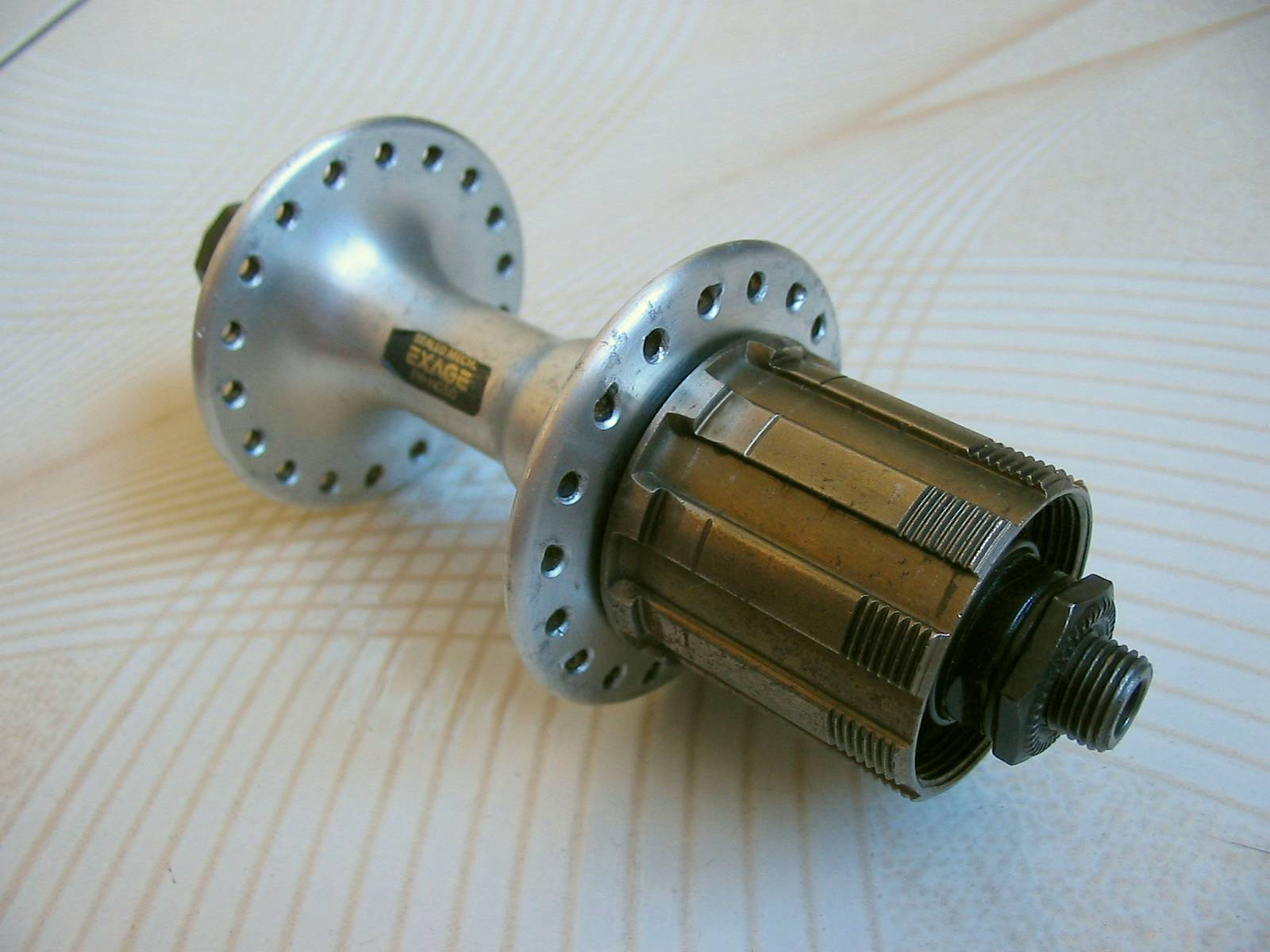
自転車後輪用ハブの例

タイヤを取り付けるリムと車軸を受けるハブが一体でなく、スポークが使用される場合、スポークを取り付けるためにハブからつば状にはみ出した部分をフランジと呼ぶ。

### ホイールとタイヤの嵌合部分
一般的な自動車用・オートバイ用・自転車用などのタイヤがリムと嵌合する部分をフランジと呼ぶ。この場合のフランジは用途に応じた様々な規格が定められている。

### 鉄道車輪

鉄道車輪のフランジとその働き

鉄道車両の車輪の縁には脱線を防ぐための出っ張りが設けられており、これをフランジと呼ぶ。
鉄道の車輪におけるフランジは通常は右図に示すとおり、線路の内側にのみ設けられている。信号場などの分岐点では、このフランジが分岐部分の外側の線路（分岐器のポイント部）をこすることで進路を転換させている。ただし特殊な目的で使用される車輪には両側にフランジが付いているもの、逆にフランジが付いていないものがある。例えば、単線交走式のケーブルカーでは、車両同士の行き違い箇所で進入する線路を一方に固定するために、片方の車輪には両側にフランジがあり、もう片方の車輪にはフランジが付いていない。またカーブで線路に掛かる圧力を軽減する目的で、一部の車輪でフランジを取り除いた車両も存在する。
なお、鉄道が近代的な交通機関として発展を始める以前には、鉱山における貨物輸送のトロッコなどで、車輪にはフランジがなくレールの側にフランジがついていて脱線を防ぐ構造になっていたものも存在した。

## はり部材におけるフランジ

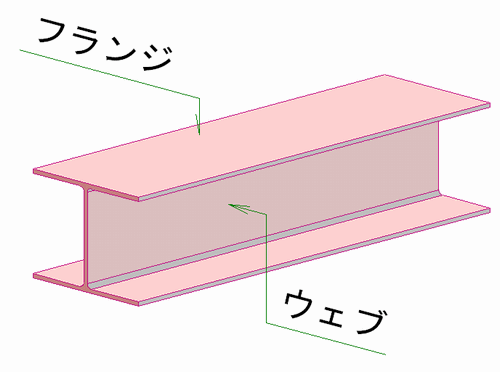
H形鋼におけるフランジの例

はりに用いられる部材では、上縁あるいは下縁に板状の部材を設けることがあり、これについてフランジと呼ぶ。フランジを設けることで断面二次モーメントが大きくなり、曲げ剛性が向上する。右図は形鋼部材の例であり、上下に設けた水平の板要素がフランジであり、フランジ同士を結ぶ鉛直の板要素をウェブと呼ぶ。主としてフランジは曲げモーメントに抵抗し、ウェブはせん断力に抵抗する。
形鋼のほか、大型のはり部材では鋼板を溶接して、フランジとウェブを持つI形断面が作られ、建築物や橋などに用いられる。また、鋼部材のほか、コンクリート製のはりや桁においてもフランジを設けることがある。
現代ではプレートガーダー形式の橋桁はI形となるような形状にフランジをつけるのが一般的だが、19世紀中盤のイギリスの技術者ブルネルは板で支えられ僅かに湾曲したフランジ(en:balloon flange girder)を好んで採用した。当時は鋳鉄の技術が発展途上で錬鉄を利用しており、強度を上げる目的でこの形状は採用された。今でも一部は現役の橋として残されている。

## ストーマ用装具におけるフランジ
ストーマ用装具とは、人工膀胱や人工肛門を造設した際、腹部に作られたストーマから排泄される「尿」もしくは「便」を貯留するための装具である。原則としてビニールで作られ、用途別に人工膀胱用と人工肛門用に分けられる。
フランジはストーマ用装具の中のお腹に貼り付ける部分である。
ストーマ用装具はシステム的に、ワンピースタイプ（お腹に貼り付ける部分〔フランジ〕と貯留するための部分〔パウチ〕が一体になった物）と、ツーピースタイプ（お腹に貼り付ける部分〔フランジ〕と貯留するための部分〔パウチ〕がそれぞれ別個になった物）の2種に分類される。

## オランウータンのフランジ
オランウータンの群れの中で喧嘩の強い雄にだけ顔の周りに膨らみが存在するが、これもフランジ（頬胼胝とも）という。中身は脂肪やコラーゲンである。フランジを持った雄が死ぬか喧嘩で負けるかすると、次に喧嘩の強い雄が1年近くかけてフランジを発達させる。群れに混じらず人間に単頭飼育されて大人になった雄は皆フランジを有する。